# Giải bóng đá U-19 Quốc gia 2013
Giải bóng đá U19 quốc gia Việt Nam 2013 có tên gọi chính thức: Giải bóng đá U19 Quốc gia - Cúp Tôn Hoa Sen 2013, là mùa giải thứ 8 do VFF tổ chức. Giải đấu này diễn ra theo hai giai đoạn, vòng loại sẽ khởi tranh từ ngày 5/1/2013 và kết thúc vào ngày 6/3/2013 theo hai lượt đi và về. Vòng chung kết sẽ diễn ra từ ngày 27/3 đến ngày 4/4/2013. Mùa giải này, có nhà tài trợ mới đó là "Tập đoàn Hoa Sen".

## Điều lệ
23 đội bóng được chia đều vào 4 bảng theo khu vực địa lý để thi đấu như sau:
- Bảng A: Do Sông Lam Nghệ An đăng cai tổ chức, gồm 6 đội: Sông Lam Nghệ An, Câu lạc bộ Bóng Đá Hà Nội, Than Quảng Ninh, T&T VSH, Vicem Hải Phòng, Viettel.
- Bảng B: Do đoàn bóng đá Thừa Thiên Huế đăng cai tổ chức, gồm 6 đội: Huế, Hà Nội T&T, Nam Định, QNK Quảng Nam, SHB Đà Nẵng, Thanh Hóa.
- Bảng C: Do câu lạc bộ Hoàng Anh Gia Lai đăng cai tổ chức, gồm 5 đội: Hoàng Anh Gia Lai, Bình Định, Campuchia, Đồng Nai, Khatoco Khánh Hòa.
- Bảng D: Do Trung tâm Thể thao Thống Nhất đăng cai tổ chức, gồm 6 đội: Thành phố Hồ Chí Minh, An Giang, Đồng Tâm Long An, TDC Bình Dương, TĐCS Đồng Tháp, XSKT Cần Thơ.

Các đội sẽ thi đấu vòng tròn hai lượt tính điểm, xếp hạng ở mỗi bảng để chọn 8 đội vào thi đấu ở Vòng chung kết, trong đó có 4 đội xếp thứ nhất và 4 đội xếp thứ nhì của 4 bảng.
8 đội xuất sắc lọt vào Vòng chung kết sẽ chia thành 2 nhóm A và B, mỗi nhóm 4 đội thi đấu vòng tròn một lượt, chọn 2 đội đứng đầu mỗi nhóm vào thi đấu Bán kết. Hai đội thua Bán kết đồng xếp Hạng Ba, hai đội thắng bán kết sẽ thi đấu trận Chung kết.

## Vòng loại

### Kết quả bảng A
Do Sông Lam Nghệ An đăng cai tổ chức trên sân vận động Vinh và Quân khu 4.
| Lượt đi | Lượt đi   | Lượt đi | Lượt đi | Trận                 | Trận | Trận                 | Lượt về | Lượt về | Lượt về   | Lượt về |
| ------- | --------- | ------- | ------- | -------------------- | ---- | -------------------- | ------- | ------- | --------- | ------- |
| Vòng    | Ngày      | Giờ     | Tỷ số   | Đội 1                | -    | Đội 2                | Tỷ số   | Giờ     | Ngày      | Vòng    |
| Vòng 1  | 15/1/2013 | 13h00   | 2-0     | U19 Bóng đá Hà Nội   | -    | U19 Than Quảng Ninh  | 0-1     | 13h00   | 24/2/2013 | Vòng 6  |
| Vòng 1  | 15/1/2013 | 15h00   | 6-1     | U19 Sông Lam Nghệ An | -    | U19 T&T VSH          | 1-1     | 15h00   | 24/2/2013 | Vòng 6  |
| Vòng 1  | 15/1/2013 | 15h00   | 1-2     | U19 Vicem Hải Phòng  | -    | U19 Viettel          | 0-1     | 15h00   | 24/2/2013 | Vòng 6  |
| Vòng 2  | 17/1/2013 | 13h00   | 1-0     | U19 T&T VSH          | -    | U19 Viettel          | 0-0     | 13h00   | 26/2/2013 | Vòng 7  |
| Vòng 2  | 17/1/2013 | 15h00   | 0-1     | U19 Than Quảng Ninh  | -    | U19 Sông Lam Nghệ An | 0-4     | 15h00   | 26/2/2013 | Vòng 7  |
| Vòng 2  | 17/1/2013 | 15h00   | 1-0     | U19 Vicem Hải Phòng  | -    | U19 Bóng đá Hà Nội   | 1-2     | 15h00   | 26/2/2013 | Vòng 7  |
| Vòng 3  | 20/1/2013 | 13h00   | 1-2     | U19 Than Quảng Ninh  | -    | U19 Vicem Hải Phòng  | 2-2     | 13h00   | 1/3/2013  | Vòng 8  |
| Vòng 3  | 20/1/2013 | 15h00   | 0-1     | U19 Bóng đá Hà Nội   | -    | U19 T&T VSH          | 2-0     | 15h00   | 1/3/2013  | Vòng 8  |
| Vòng 3  | 20/1/2013 | 15h00   | 1-1     | U19 Viettel          | -    | U19 Sông Lam Nghệ An | 1-0     | 15h00   | 1/3/2013  | Vòng 8  |
| Vòng 4  | 22/1/2013 | 13h00   | 0-1     | U19 Viettel          | -    | U19 Bóng đá Hà Nội   | 0-8     | 13h00   | 4/3/2013  | Vòng 9  |
| Vòng 4  | 22/1/2013 | 15h00   | 1-2     | U19 T&T VSH          | -    | U19 Than Quảng Ninh  | 2-1     | 15h00   | 4/3/2013  | Vòng 9  |
| Vòng 4  | 22/1/2013 | 15h00   | 3-0     | U19 Sông Lam Nghệ An | -    | U19 Vicem Hải Phòng  | 1-1     | 15h00   | 4/3/2013  | Vòng 9  |
| Vòng 5  | 25/1/2013 | 13h00   | 0-1     | U19 Vicem Hải Phòng  | -    | U19 T&T VSH          | 1-2     | 13h00   | 6/3/2013  | Vòng 10 |
| Vòng 5  | 25/1/2013 | 15h00   | 0-4     | U19 Than Quảng Ninh  | -    | U19 Viettel          | 1-2     | 15h00   | 6/3/2013  | Vòng 10 |
| Vòng 5  | 25/1/2013 | 15h00   | 1-2     | U19 Bóng đá Hà Nội   | -    | U19 Sông Lam Nghệ An | 2-1     | 15h00   | 6/3/2013  | Vòng 10 |

### Kết quả bảng B
Do trung tâm bóng đá Huế đăng cai tổ chức trên sân vận động Tự Do.
| Lượt đi | Lượt đi   | Lượt đi | Lượt đi | Trận              | Trận | Trận              | Lượt về | Lượt về | Lượt về   | Lượt về |
| ------- | --------- | ------- | ------- | ----------------- | ---- | ----------------- | ------- | ------- | --------- | ------- |
| Vòng    | Ngày      | Giờ     | Tỷ số   | Đội 1             | -    | Đội 2             | Tỷ số   | Giờ     | Ngày      | Vòng    |
| Vòng 1  | 15/1/2013 | 15h00   | 0-2     | U19 Huế           | -    | U19 Hà Nội T&T    | 0-2     | 13h30   | 24/2/2013 | Vòng 6  |
| Vòng 1  | 15/1/2013 | 15h00   | 2-1     | U19 SHB Đà Nẵng   | -    | U19 Thanh Hóa     | 2-2     | 15h00   | 24/2/2013 | Vòng 6  |
| Vòng 1  | 15/1/2013 | 17h00   | 1-0     | U19 Nam Định      | -    | U19 QNK Quảng Nam | 2-0     | 15h30   | 24/2/2013 | Vòng 6  |
| Vòng 2  | 17/1/2013 | 13h30   | 0-0     | U19 Hà Nội T&T    | -    | U19 Thanh Hóa     | 3-0     | 13h30   | 26/2/2013 | Vòng 7  |
| Vòng 2  | 17/1/2013 | 15h00   | 2-2     | U19 QNK Quảng Nam | -    | U19 Huế           | 3-3     | 15h00   | 26/2/2013 | Vòng 7  |
| Vòng 2  | 17/1/2013 | 15h30   | 0-0     | U19 SHB Đà Nẵng   | -    | U19 Nam Định      | 3-3     | 15h30   | 26/2/2013 | Vòng 7  |
| Vòng 3  | 20/1/2013 | 13h30   | 0-1     | U19 QNK Quảng Nam | -    | U19 SHB Đà Nẵng   | 0-3     | 13h30   | 1/3/2013  | Vòng 8  |
| Vòng 3  | 20/1/2013 | 15h00   | 1-2     | U19 Thanh Hóa     | -    | U19 Huế           | 0-1     | 15h00   | 1/3/2013  | Vòng 8  |
| Vòng 3  | 20/1/2013 | 15h30   | 1-3     | U19 Nam Định      | -    | U19 Hà Nội T&T    | 0-1     | 15h30   | 1/3/2013  | Vòng 8  |
| Vòng 4  | 22/1/2013 | 13h30   | 2-1     | U19 Thanh Hóa     | -    | U19 Nam Định      | 1-5     | 13h30   | 3/3/2013  | Vòng 9  |
| Vòng 4  | 22/1/2013 | 15h00   | 0-3     | U19 Huế           | -    | U19 SHB Đà Nẵng   | 0-3     | 15h00   | 3/3/2013  | Vòng 9  |
| Vòng 4  | 22/1/2013 | 15h30   | 4-0     | U19 Hà Nội T&T    | -    | U19 QNK Quảng Nam | 1-1     | 15h30   | 3/3/2013  | Vòng 9  |
| Vòng 5  | 25/1/2013 | 13h30   | 0-3     | U19 SHB Đà Nẵng   | -    | U19 Hà Nội T&T    | 0-5     | 13h30   | 6/3/2013  | Vòng 10 |
| Vòng 5  | 25/1/2013 | 15h00   | 2-0     | U19 Nam Định      | -    | U19 Huế           | 0-2     | 15h00   | 6/3/2013  | Vòng 10 |
| Vòng 5  | 25/1/2013 | 15h30   | 0-3     | U19 QNK Quảng Nam | -    | U19 Thanh Hóa     | 1-0     | 15h30   | 6/3/2013  | Vòng 10 |

### Kết quả bảng C
Do Hoàng Anh Gia Lai đăng cai tổ chức trên sân vận động Pleiku.
| Lượt đi | Lượt đi   | Lượt đi | Lượt đi | Trận                  | Trận | Trận                  | Lượt về | Lượt về | Lượt về   | Lượt về |
| ------- | --------- | ------- | ------- | --------------------- | ---- | --------------------- | ------- | ------- | --------- | ------- |
| Vòng    | Ngày      | Giờ     | Tỷ số   | Đội 1                 | -    | Đội 2                 | Tỷ số   | Giờ     | Ngày      | Vòng    |
| Vòng 1  | 15/1/2013 | 15h00   | 1-0     | U19 Hoàng Anh Gia Lai | -    | U19 Bình Định         | 4-0     | 15h00   | 24/2/2013 | Vòng 6  |
| Vòng 1  | 15/1/2013 | 17h00   | 2-5     | U19 Đồng Nai          | -    | U19 Khatoco Khánh Hòa | 2-3     | 17h00   | 24/2/2013 | Vòng 6  |
| Vòng 2  | 17/1/2013 | 15h00   | 2-1     | U19 Khatoco Khánh Hòa | -    | U19 Hoàng Anh Gia Lai | 1-1     | 15h00   | 26/2/2013 | Vòng 7  |
| Vòng 2  | 17/1/2013 | 17h00   | 1-0     | U19 Bình Định         | -    | U19 Campuchia         | 1-1     | 17h00   | 26/2/2013 | Vòng 7  |
| Vòng 3  | 20/1/2013 | 15h00   | 1-2     | U19 Campuchia         | -    | U19 Hoàng Anh Gia Lai | 1-2     | 15h00   | 1/3/2013  | Vòng 8  |
| Vòng 3  | 20/1/2013 | 17h00   | 4-0     | U19 Đồng Nai          | -    | U19 Bình Định         | 2-3     | 17h00   | 1/3/2013  | Vòng 8  |
| Vòng 4  | 22/1/2013 | 15h00   | 2-3     | U19 Campuchia         | -    | U19 Đồng Nai          | 1-0     | 15h00   | 3/3/2013  | Vòng 9  |
| Vòng 4  | 22/1/2013 | 17h00   | 0-1     | U19 Bình Định         | -    | U19 Khatoco Khánh Hòa | 1-1     | 17h00   | 3/3/2013  | Vòng 9  |
| Vòng 5  | 25/1/2013 | 15h00   | 1-2     | U19 Đồng Nai          | -    | U19 Hoàng Anh Gia Lai | 3-2     | 15h00   | 6/3/2013  | Vòng 10 |
| Vòng 5  | 25/1/2013 | 17h00   | 5-1     | U19 Khatoco Khánh Hòa | -    | U19 Campuchia         | 5-0     | 17h00   | 6/3/2013  | Vòng 10 |

### Kết quả bảng D
Do Trung tâm thể thao Thống Nhất đăng cai tổ chức trên sân vận động Thống Nhất.
| Lượt đi | Lượt đi   | Lượt đi | Lượt đi | Trận                      | Trận | Trận                      | Lượt về | Lượt về | Lượt về   | Lượt về |
| ------- | --------- | ------- | ------- | ------------------------- | ---- | ------------------------- | ------- | ------- | --------- | ------- |
| Vòng    | Ngày      | Giờ     | Tỷ số   | Đội 1                     | -    | Đội 2                     | Tỷ số   | Giờ     | Ngày      | Vòng    |
| Vòng 1  | 15/1/2013 | 14h00   | 3-0     | U19 Đồng Tháp             | -    | U19 XSKT Cần Thơ          | 2-1     | 14h00   | 24/2/2013 | Vòng 6  |
| Vòng 1  | 15/1/2013 | 16h00   | 4-2     | U19 Thành phố Hồ Chí Minh | -    | U19 An Giang              | 3-0     | 16h00   | 24/2/2013 | Vòng 6  |
| Vòng 1  | 15/1/2013 | 18h00   | 2-1     | U19 Đồng Tâm Long An      | -    | U19 TDC Bình Dương        | 2-3     | 18h00   | 24/2/2013 | Vòng 6  |
| Vòng 2  | 17/1/2013 | 14h00   | 1-2     | U19 Đồng Tháp             | -    | U19 Đồng Tâm Long An      | 1-0     | 14h00   | 26/2/2013 | Vòng 7  |
| Vòng 2  | 17/1/2013 | 16h00   | 0-1     | U19 TDC Bình Dương        | -    | U19 Thành phố Hồ Chí Minh | 4-4     | 16h00   | 26/2/2013 | Vòng 7  |
| Vòng 2  | 17/1/2013 | 18h00   | 3-1     | U19 An Giang              | -    | U19 XSKT Cần Thơ          | 1-2     | 18h00   | 26/2/2013 | Vòng 7  |
| Vòng 3  | 20/1/2013 | 14h00   | 1-1     | U19 Đồng Tâm Long An      | -    | U19 An Giang              | 1-1     | 14h00   | 28/2/2013 | Vòng 8  |
| Vòng 3  | 20/1/2013 | 16h00   | 1-1     | U19 XSKT Cần Thơ          | -    | U19 Thành phố Hồ Chí Minh | 1-2     | 16h00   | 28/2/2013 | Vòng 8  |
| Vòng 3  | 20/1/2013 | 18h00   | 0-3     | U19 TDC Bình Dương        | -    | U19 Đồng Tháp             | 1-1     | 18h00   | 28/2/2013 | Vòng 8  |
| Vòng 4  | 22/1/2013 | 14h00   | 2-3     | U19 An Giang              | -    | U19 TDC Bình Dương        | 1-1     | 14h00   | 3/3/2013  | Vòng 9  |
| Vòng 4  | 22/1/2013 | 16h00   | 0-0     | U19 XSKT Cần Thơ          | -    | U19 Đồng Tâm Long An      | 1-5     | 16h00   | 3/3/2013  | Vòng 9  |
| Vòng 4  | 22/1/2013 | 18h00   | 0-0     | U19 Thành phố Hồ Chí Minh | -    | U19 Đồng Tháp             | 1-1     | 18h00   | 3/3/2013  | Vòng 9  |
| Vòng 5  | 25/1/2013 | 14h00   | 5-1     | U19 TDC Bình Dương        | -    | U19 XSKT Cần Thơ          | 2-2     | 13h00   | 6/3/2013  | Vòng 10 |
| Vòng 5  | 25/1/2013 | 16h00   | 1-0     | U19 Đồng Tháp             | -    | U19 An Giang              | 0-2     | 15h00   | 6/3/2013  | Vòng 10 |
| Vòng 5  | 25/1/2013 | 18h00   | 0-4     | U19 Đồng Tâm Long An      | -    | U19 Thành phố Hồ Chí Minh | 1-3     | 15h00   | 6/3/2013  | Vòng 10 |

### Bảng xếp hạng bảng A
| Thư tự | Đội                    | Trận | Thắng | Hòa | Thua | Bàn thắng | Bàn bại | Hiệu số | Điểm | Kết quả                |
| 1      | U19 Sông Lam Nghệ An   | 10   | 5     | 3   | 2    | 20        | 8       | +12     | 18   | Tham dự vòng chung kết |
| 2      | U19 CLB Bóng đá Hà Nội | 10   | 6     | 0   | 4    | 18        | 7       | +11     | 18   | Tham dự vòng chung kết |
| 3      | U19 T&T VSH            | 10   | 5     | 2   | 3    | 10        | 13      | -3      | 17   |                        |
| 4      | U19 Viettel            | 10   | 5     | 2   | 3    | 11        | 13      | -2      | 17   |                        |
| 5      | U19 Vicem Hải Phòng    | 10   | 2     | 2   | 6    | 9         | 15      | -6      | 8    |                        |
| 6      | U19 Than Quảng Ninh    | 10   | 2     | 1   | 7    | 8         | 20      | -12     | 7    |                        |

### Bảng xếp hạng bảng B
| Thư tự | Đội               | Trận | Thắng | Hòa | Thua | Bàn thắng | Bàn bại | Hiệu số | Điểm | Kết quả                |
| 1      | U19 Hà Nội T&T    | 10   | 8     | 2   | 0    | 24        | 2       | +22     | 26   | Tham dự vòng chung kết |
| 2      | U19 SHB Đà Nẵng   | 10   | 5     | 3   | 2    | 17        | 14      | +3      | 18   | Tham dự vòng chung kết |
| 3      | U19 Nam Định      | 10   | 4     | 2   | 4    | 15        | 12      | +3      | 14   |                        |
| 4      | U19 Huế           | 10   | 3     | 2   | 5    | 10        | 19      | -9      | 10   |                        |
| 5      | U19 Thanh Hóa     | 10   | 2     | 2   | 6    | 10        | 17      | -7      | 8    |                        |
| 6      | U19 QNK Quảng Nam | 10   | 1     | 3   | 6    | 7         | 20      | -13     | 6    |                        |

### Bảng xếp hạng bảng C
| Thư tự | Đội                   | Trận | Thắng | Hòa | Thua | Bàn thắng | Bàn bại | Hiệu số | Điểm | Kết quả                |
| 1      | U19 Khatoco Khánh Hòa | 8    | 6     | 2   | 0    | 23        | 8       | +15     | 20   | Tham dự vòng chung kết |
| 2      | U19 Hoàng Anh Gia Lai | 8    | 5     | 1   | 2    | 15        | 9       | +6      | 16   | Tham dự vòng chung kết |
| 3      | U19 Đồng Nai          | 8    | 3     | 0   | 5    | 17        | 18      | -1      | 9    |                        |
| 4      | U19 Bình Định         | 8    | 2     | 2   | 4    | 6         | 14      | -8      | 8    |                        |
| 5      | U19 Campuchia         | 8    | 1     | 1   | 6    | 7         | 19      | -12     | 4    |                        |

### Bảng xếp hạng bảng D
| Thư tự | Đội                       | Trận | Thắng | Hòa | Thua | Bàn thắng | Bàn bại | Hiệu số | Điểm | Kết quả                |
| 1      | U19 Thành phố Hồ Chí Minh | 10   | 6     | 4   | 0    | 23        | 10      | +13     | 22   | Tham dự vòng chung kết |
| 2      | U19 TĐCS Đồng Tháp        | 10   | 5     | 3   | 2    | 13        | 7       | +6      | 18   | Tham dự vòng chung kết |
| 3      | U19 TDC Bình Dương        | 10   | 3     | 4   | 3    | 20        | 19      | +1      | 13   |                        |
| 4      | U19 Đồng Tâm Long An      | 10   | 3     | 3   | 4    | 14        | 16      | -2      | 12   |                        |
| 5      | U19 An Giang              | 10   | 2     | 3   | 5    | 13        | 17      | -4      | 9    |                        |
| 6      | U19 XSKT Cần Thơ          | 10   | 1     | 3   | 6    | 10        | 24      | -14     | 6    |                        |

Kết thúc vòng loại 8 đội sau đây được tham dự vòng chung kết.
| Thư tự | Đội                           | Kết quả     |
| 1      | U19 Sông Lam Nghệ An          | Nhất bảng A |
| 2      | U19 Câu lạc bộ bóng đá Hà Nội | Nhì bảng A  |
| 3      | U19 Hà Nội T&T                | Nhất bảng B |
| 4      | U19 SHB Đà Nẵng               | Nhì bảng B  |
| 5      | U19 Khatoco Khánh Hòa         | Nhất bảng C |
| 6      | U19 Hoàng Anh Gia Lai         | Nhì Bảng C  |
| 7      | U19 Thành phố Hồ Chí Minh     | Nhất bảng D |
| 8      | U19 TĐCS Đồng Tháp            | Nhì Bảng D  |

## Vòng chung kết

### Lượt 1
Tất cả các trận đấu đều diễn ra trên Sân vận động Pleiku ở thành phố Pleiku, tỉnh Gia Lai và Sân vận động Kon Tum thuộc thành phố Kon Tum.
| 27 tháng 3 năm 2013 | U19 Khatoco Khánh Hòa                                | 2–0      | U19 TĐCS Đồng Tháp | Kon Tum |  |
| 15:30               | Trần Trọng Huy (12) 15’' · Trần Đình Kha (10) 90’+1' | Chi tiết | Võ Hữu Có (5) 42’' | Sân vận động: Sân vận động Kon Tum Lượng khán giả: 500 Trọng tài: Ngô Duy Lân Trợ lý trọng tài: Phạm Hà Minh Trợ lý trọng tài: Trần Văn Tân Trọng tài bàn: Tăng Hoàng Tuấn |  |

| 27 tháng 3 năm 2013 | U19 Thành phố Hồ Chí Minh                    | 2–1      | U19 Hoàng Anh Gia Lai                           | Pleiku |  |
| 15:30               | Vũ Duy Bảo (10) 61’' · Nguyễn Đỏ (18) 90’+4' | Chi tiết | Lê Đức Lương (18) 76’' · A Hoàng (23) 70’' 85’' | Sân vận động: Sân vận động Pleiku Lượng khán giả: 700 Trọng tài: Trần Đình Thịnh Trợ lý trọng tài: Nguyễn Chí Cường Trợ lý trọng tài: Nguyễn Anh Đức Trọng tài bàn: Hoàng Thanh Bình |  |

| 27 tháng 3 năm 2013 | U19 Sông Lam Nghệ An                         | 2–1      | U19 SHB Đà Nẵng           | Kon Tum |  |
| 17:30               | Võ Ngọc Toàn (8) 14’' · Võ Ngọc Đức (4) 25’' | Chi tiết | Phạm Quang Dựng (12) 16’' | Sân vận động: Sân vận động Kon Tum Lượng khán giả: 800 Trọng tài: Trần Văn Trọng Trợ lý trọng tài: Lê Xuân Hùng Trợ lý trọng tài: Lê Duy Trọng tài bàn: Đỗ Thành Đệ |  |

| 27 tháng 3 năm 2013 | U19 Nội T&T                                                                | 3–0      | U19 Hà Nội | Pleiku |  |
| 17:30               | Phạm Văn Thành (9) 15’' · Dương Anh Tú (7) 36’' · Nguyễn Huy Tân (10) 85’' | Chi tiết |            | Sân vận động: Sân vận động Pleiku Lượng khán giả: 100 Trọng tài: Trương Hồng Vũ Trợ lý trọng tài: Đặng Huy Thạnh Trợ lý trọng tài: Nguyễn Minh Tuấn Trọng tài bàn: Đặng Quốc Dũng |  |

### Lượt 2
| 29 tháng 3 năm 2013 | U19 SHB Đà Nẵng                                        | 2–3      | U19 Khatoco Khánh Hòa                                                      | Kon Tum |  |
| 15:30               | Nguyễn Viết Thắng (16) 54’' · Nguyễn Hạ Long (24) 86’' | Chi tiết | Trần Đình Kha (10) 47’' · Lâm Ti Phông (8) 75’' · Nguyễn Thế Chấu (6) 83’' | Sân vận động: Sân vận động Kon Tum Lượng khán giả: 1,000 Trọng tài: Đỗ Thành Đệ Trợ lý trọng tài: Lê Xuân Hùng Trợ lý trọng tài: Lê Duy Trọng tài bàn: Trần Văn Trọng |  |

| 29 tháng 3 năm 2013 | U19 Hà Nội | 4–3      | U19 Thành phố Hồ Chí Minh                                                           | Pleiku |  |
| 15:30               | Vũ Mạnh Cường (7) 15’' · Khang Kim Anh (10) 52’' · Lê Trung Hiếu (18) 58’' · Nguyễn Công Nguyên 64’' · Nguyễn Văn Tuyên (21) 63’' 66’' | Chi tiết | Đặng Nguyên Vũ (7) 43’' 45’+1' · Tô Minh Vũ (8) 79’' · Bùi Trần Kiệt (23) 57’' 83’' | Sân vận động: Sân vận động Pleiku Lượng khán giả: 300 Trọng tài: Hoàng Thanh Bình Trợ lý trọng tài: Nguyễn Minh Tuấn Trợ lý trọng tài: Đặng Huy Thạnh Trọng tài bàn: Trần Đình Thịnh |  |

| 29 tháng 3 năm 2013 | U19 TĐCS Đồng Tháp                                                                                 | 3–4      | U19 Sông Lam Nghệ An                                                                                                 | Kon Tum |  |
| 17:30               | Nguyễn Vĩnh Đức (7) 8’' 85’' · Phạm Đoàn Tiến Phát (10) 57’' · Hiếu Khánh Duy (2) Bản mẫu:Sent Off | Chi tiết | Phi Pha (24) 55’' · Lê Mạnh Dũng (7) 62’' · Đồng Văn Trung (10) 71’' · Võ Ngọc Đức (4) 88’' · Phi Pha (24) 28’' 74’' | Sân vận động: Sân vận động Kon Tum Lượng khán giả: 2,000 Trọng tài: Tăng Hoàng Tuấn Trợ lý trọng tài: Phạm Hà Minh Trợ lý trọng tài: Trần Văn Tân Trọng tài bàn: Ngô Duy Lân |  |

| 29 tháng 3 năm 2013 | U19 Hoàng Anh Gia Lai | 0–2      | U19 Nội T&T                                      | Pleiku |  |
| 17:30               |                       | Chi tiết | Đỗ Mạnh Giang (6) 45’' · Phạm Văn Thành (9) 90’' | Sân vận động: Sân vận động Pleiku Lượng khán giả: 700 Trọng tài: Đặng Quốc Dũng Trợ lý trọng tài: Nguyễn Anh Đức Trợ lý trọng tài: Nguyễn Chí Cường Trọng tài bàn: Trương Hồng Vũ |  |

### Lượt 3
| 31 tháng 3 năm 2013 | U19 TĐCS Đồng Tháp                                     | 2–4      | U19 SHB Đà Nẵng                                                                                   | Kon Tum |  |
| 15:30               | Nguyễn Công Thành (13) 38’' · Nguyễn Vĩnh Đức (7) 66’' | Chi tiết | Vũ Thế Vương (22) 15’' · Đỗ Văn Ba (9) 42’' · Đặng Anh Tuấn (6) 63’' · Nguyễn Đức Thịnh (11) 83’' | Sân vận động: Sân vận động Kon Tum Lượng khán giả: 80 Trọng tài: Trần Văn Trọng Trợ lý trọng tài: Trần Văn Tân Trợ lý trọng tài: Lê Duy Trọng tài bàn: Tăng Hoàng Tuấn |  |

| 31 tháng 3 năm 2013 | U19 Thành phố Hồ Chí Minh | 1–2      | U19 Nội T&T                                           | Pleiku |  |
| 15:30               | Nguyễn Đỏ (18) 69’'       | Chi tiết | Nguyễn Văn Hiệp (16) 15’' · Nguyễn Như Tuấn (21) 42’' | Sân vận động: Sân vận động Pleiku Lượng khán giả: 200 Trọng tài: Đặng Quốc Dũng Trợ lý trọng tài: Đặng Huy Thạnh Trợ lý trọng tài: Nguyễn Anh Đức Trọng tài bàn: Hoàng Thanh Bình |  |

| 31 tháng 3 năm 2013 | U19 Sông Lam Nghệ An    | 1–0      | U19 Khatoco Khánh Hòa | Kon Tum |  |
| 17:30               | Hồ Phúc Tịnh (10) 28 ’' | Chi tiết |                       | Sân vận động: Sân vận động Kon Tum Lượng khán giả: 1,200 Trọng tài: Ngô Duy Lân Trợ lý trọng tài: Phạm Hà Minh Trợ lý trọng tài: Lê Xuân Hùng Trọng tài bàn: Đỗ Thành Đệ |  |

| 31 tháng 3 năm 2013 | U19 Hà Nội                | 1–0      | U19 Hoàng Anh Gia Lai        | Pleiku |  |
| 17:30               | Vũ Mạnh Cường (7) (90’+4' | Chi tiết | Nguyễn Thành Lộc (25) 90’+3' | Sân vận động: Sân vận động Pleiku Lượng khán giả: 500 Trọng tài: Trương Hồng Vũ Trợ lý trọng tài: Nguyễn Chí Cường Trợ lý trọng tài: Trần Đình Thịnh Trọng tài bàn: Nguyễn Minh Tuấn |  |

### Bảng xếp hạng
Bảng A
| Thư tự | Đội                   | Trận | Thắng | Hòa | Thua | Bàn thắng | Bàn bại | Hiệu số | Điểm | Kết quả              |
| 1      | U19 Sông Lam Nghệ An  | 3    | 3     | 0   | 0    | 7         | 4       | +3      | 9    | Tham dự vòng bán kết |
| 2      | U19 Khatoco Khánh Hòa | 3    | 2     | 0   | 1    | 5         | 3       | +2      | 6    | Tham dự vòng bán kết |
| 3      | U19 SHB Đà Nẵng       | 3    | 1     | 0   | 2    | 7         | 8       | -1      | 3    |                      |
| 4      | U19 TĐCS Đồng Tháp    | 3    | 0     | 0   | 3    | 6         | 10      | -4      | 0    |                      |

Bảng B
| Thư tự | Đội                       | Trận | Thắng | Hòa | Thua | Bàn thắng | Bàn bại | Hiệu số | Điểm | Kết quả              |
| 1      | U19 Hà Nội T&T            | 3    | 3     | 0   | 0    | 7         | 1       | +6      | 9    | Tham dự vòng bán kết |
| 2      | U19 Bóng đá Hà Nội        | 3    | 2     | 0   | 1    | 5         | 6       | -1      | 6    | Tham dự vòng bán kết |
| 3      | U19 Thành phố Hồ Chí Minh | 3    | 1     | 0   | 2    | 6         | 7       | -1      | 3    |                      |
| 4      | U19 Hoàng Anh Gia Lai     | 3    | 0     | 0   | 3    | 1         | 5       | -4      | 0    |                      |

## Vòng bán kết
| 2 tháng 4 năm 2013 Bán kết 1 giải bóng đá U19 quốc gia Việt Nam 2013 | U19 Sông Lam Nghệ An | 2–1      | U19 Bóng đá Hà Nội | Kom Tum                            |  |
| 15:30                                                                |                      | Chi tiết |                    | Sân vận động: Sân vận động Kom Tum |  |

| 2 tháng 4 năm 2013 Bán kết 2 giải bóng đá U19 quốc gia Việt Nam 2013 | U19 Hà Nội T&T       | 0–0 (2 - 3 p) | U19 Khatoco Khánh Hòa | Pleiku, Gia Lai                   |  |
| 15:30                                                                | Đào Duy Khánh 45'+1' | Chi tiết      |                       | Sân vận động: Sân vận động Pleiku |  |

## Trận chung kết
| 4 tháng 4 năm 2013 Trận chung kết giải bóng đá U19 quốc gia Việt Nam 2013 | U19 Sông Lam Nghệ An | 1–1 (3 - 4 p) | U19 Khatoco Khánh Hòa | Pleiku, Gia Lai                   |  |
| 15:30                                                                     | Văn Chung 75''       | Chi tiết      | Lâm Ti Phông 35''     | Sân vận động: Sân vận động Pleiku |  |

## Tổng kết mùa giải
- Vô địch: U19 Khatoco Khánh Hòa
- Hạng Nhì: U19 Sông Lam Nghệ An
- Đồng hạng Ba: U19 Hà Nội T&T, U19 Câu lạc bộ bóng đá Hà Nội
- Giải phong cách: U19 Hoàng Anh Gia Lai
- Cầu thủ ghi nhiều bàn thắng nhất Vòng chung kết: Đồng Văn Chung (10- Sông Lam Nghệ An, 5 bàn)
- Thủ môn xuất sắc nhất Vòng chung kết: Võ Ngọc Cường (25- Khatoco Khánh Hòa)
- Cầu thủ xuất sắc nhất Vòng chung kết: Lâm Ti Phông (8-Khatoco Khánh Hòa).